# 沙亨多夫
沙亨多夫是奥地利布尔根兰州上瓦特县的一个市镇。总面积22.32平方公里，总人口812人，人口密度36.4人/平方公里（2001年）。